# 陰陽師 (漫画)
『陰陽師』（おんみょうじ）は、夢枕獏の小説『陰陽師』を原作とする岡野玲子の漫画。1993年から2005年に、『コミックバーガー』『コミックバーズ』（いずれもスコラ）、『月刊メロディ』（白泉社）で連載された。2006年、第37回星雲賞コミック部門を受賞している。2019年4月時点でシリーズ累計発行部数は600万部を突破している。
続編に『陰陽師 玉手匣』がある。
なお、夢枕の同小説の漫画化作品には他に、睦月ムンクによる『陰陽師 瀧夜叉姫』と伊藤勢による『瀧夜叉姫 陰陽師絵草子』がある（小説の記事を参照）。

## 概要
『コミックバーガー』1993年7月号から1996年4月号、『コミックバーズ』1996年7月号から1999年5月号、『月刊メロディ』1999年8月号から2005年5月号に連載された。単行本は全13巻が白泉社（JETS COMICS）から発行された。
なお、続編の『陰陽師 玉手匣』は『MELODY』2011年2月号から連載されている。
平安時代における希代の陰陽師・安倍晴明の活躍を描く。天徳から応和年間が舞台となっており、うち単行本第7巻から第11巻では天徳4年（960年）が描かれている。
流麗な絵柄による当時の平安京や怨霊たちの描写や、意図的な外来語の挿入、原作以外の独自の取材による創作で人気を博した。原作に忠実な漫画化というよりは、設定を同じくするリメイクとも言うべき作品であり、オリジナルキャラクターも登場する。後半からは原作から離れた独自のストーリーが展開されていき、登場人物の内面描写が顕著になっていった。原作者さえ知らなかった設定を巧みに利用しており、夢枕獏は「原作を超えた作品」と評価している。また、歴史上の人物が登場したり実在の出来事が関連するエピソードに関しても時代背景や史実に基いたものになっている。

## あらすじ
平安時代。人と鬼とが共に生きた時代。まだ幼い安倍晴明は、師が居眠り中で感知することができなかった百鬼夜行の出現を発見し、禍を未然に防ぐ。そのことがきっかけで陰陽頭でもある師・賀茂忠行に認められ、最強の陰陽師としてその名を轟かせる。式神を操り、時に怨霊をも鎮めてしまう彼だが、公家や高僧からはしばしば嫌われることもあった。そんな彼が唯一心を許す男・源博雅。晴明は博雅と共に、都で起こる様々な事件を鮮やかに解決していく。
あるとき、晴明は、不老不死の体を持つ女・白比丘尼の鬼を払う。彼女は成仏したかに思われたが、実は、白比丘尼は秦氏である父・道満によって復活と、秦氏の政権樹立に利用された人物であった。後に晴明が源高明邸の塚から偶然発見した唐櫃の中より白比丘尼は復活、名を蘆屋道満と改め、藤原兼通専属の陰陽師・智徳と共にその名を轟かす。折しも、宮中で射覆が執り行われようとしていた。安倍晴明は都の危機を救うため、道満と対決する。

## 登場人物
ここでは岡野玲子が漫画化した『陰陽師』に登場する人物や怨霊、物などを登場順に紹介する。

### 主要人物
安倍晴明（あべのせいめい）
本作の主人公で陰陽師。作中では大膳大夫・安倍益材（あべのますき）と橘文子（たちばなのあやこ）の子とされており、陰陽道、式神の達人。梵語をも操る。幼い頃から怨霊が見えるなど、特異な能力を持っていたためキツネの子と呼ばれ、周囲から恐れられていた。陰陽道の師匠・賀茂忠行にその才を愛され、弟子として仕え学ぶが、忠行の子である賀茂家の跡継ぎ・保憲との確執のため賀茂家を飛び出す。色白かつ長身、ポーカーフェイスが特徴でなかなか他人には本心を表さないが、唯一源博雅には心を開いており親交を深めている。朴念仁の博雅とは違い、男女の密かごとについては貴族のたしなみとして身につけている。非凡な知識と学識を誇り、博雅が始終持ち込む数々の奇怪な事件を解決する。
源博雅（みなもとのひろまさ）
晴明の親友。醍醐天皇の孫で克明親王の子。母は藤原時平の娘。村上天皇の年上の甥にあたる。管弦をこよなく愛し、また優れた才能を持つ。食事もせず、一日中、篳篥を吹くこともしばしばなほどである。性格は非常に誠実、純粋、真面目で（怨霊との約束を守る程）皆に好かれている。その風貌は痩身で奥目、鼻が高く、彫が深いので当時の感覚では美男とはいえない。当時の都の貴族には珍しく、男女の密かごとについてとても疎い。貴族のたしなみとされる恋の歌の意味も解せず、男女間の機微もわからないため艶やかなエピソードは殆どない。忠義な家臣・俊宏の策略で何も知らされないまま方違えと称して連れて行かれた先は、今まさに自分の婚儀が執り行われようと準備のすっかり整った、これから妻となる女性の住まう邸宅であったが、それでも気づかない体たらくであった。菅原文時に漢学や詩の師事をするが全く上達しなかった。自身は自覚がないが、本当は天に愛でられし楽の申し子であり、その笛の音は賊や怨霊の心を浄化するほどの美しさを秘めている。
実在の博雅も「今昔物語」などに伝奇的なエピソードが記されている人物である。
真葛（まくず）
晴明の妻であり見鬼（鬼が見える）。漫画版オリジナルキャラクター。一人称は「おれ」で、男言葉で会話する。人か、人にあらざるものかは曖昧である。勘がよく、少女らしからぬ博識さと豪胆さ、舌鋒の鋭さで怨霊となった菅原道真を碁で負かしたうえに論戦でも言い負かす程の非凡な聡明さを持つ。よく博雅を手玉にとってはからかっている。その一方で晴明を魂のレベルで献身的に支え、至上の愛を注ぐ。物語の後半で晴明との子を宿し、出産する。
「晴明の妻は式神を恐れた」といわれていることから初登場時は式神を嫌っているそぶりを見せるが、その後はうまく利用しているらしい。

### 天皇家
郭仁（あつひと）
醍醐天皇。今の主上である村上天皇の父。すでに崩御しており、作中では名前だけしか出て来ていない。その治世に右大臣・菅原道真を左遷した。
安子（やすいこ）（藤壺（ふじつぼ））
村上天皇の中宮。右大臣藤原師輔の娘。「藤壺」の別名がある「飛香舎」を賜ったことから「藤壺」とも呼ばれる。同母兄弟に兼通、兼家などがいる。東宮憲平の母。少々嫉妬深く、主上のお気に入り、芳子に壷の破片を壁の穴から投げつけたことがある。
東宮（とうぐう）
名は憲平。後の冷泉天皇。父は村上天皇、母は中宮安子。
成明（なりあきら）
今の主上。村上天皇。摂政をおかずに君臨した気丈なる天皇であり、同時に楽にも秀でたため後世に名を残した。
芳子（よしこ）
村上天皇の女御。作中では氏は省かれているが藤原芳子のこと
最近、主上のお気に入りの女御。垂れ目が愛らしく、夜な夜な琴を教わっていたらしい。安子から妬まれる。
桓武天皇
平安京を造営した天皇。仏教に染まった平城京を捨てて長岡京を造ったが、神仙思想を完璧に示顕しようとした結果、鬼や怨霊が平面的に都の外に出ることができず溢れてしまい、十年で捨てることになった。平安京では神仙思想の示顕をやめ、都の形を藤原京の形にもどしている。

### 藤原家
藤原成平（ふじわらのなりひら）
遍照寺で偶然居合わせた晴明の力を疑い、蛙を殺してみよと言って、蛙の内腑をかけられた人物。後に、西京極に住む女のもとへ通う途中に龍胆と遭遇し、瘴気にあてられて寝込んでしまう。数日後、三条大路にて龍胆を待ち伏せするが、返り討ちにあい命を落とす。
藤原兼家（ふじわらのかねいえ）
右大臣・藤原師輔の子。兄・兼通とは仲が悪い。気に入っている女性の元に訪れることを隠すため、妖に襲われたと博雅には言っていた。そのため、真に受けた博雅は晴明に相談した。兄とは凄絶な出世争いを繰り広げた。
時姫（ときひめ）
兼家の妻。超子の母。兼通が妖に襲われたことを真に受けた博雅にさりげなくそれは嘘だということを教えた。
藤原超子（ふじわらのとおこ）
兼家、時姫の娘。
藤原基経（ふじわらのもとつね）
藤原時平の父、源博雅の曾祖父。陽成天皇の摂政であったとき、大極殿や北門が焼失したのを機に大内裏を北側に拡張した。これにより、平安京の大内裏に九字の呪が施されることとなった。
藤原兼通（ふじわらのかねみち）
右大臣・藤原師輔の子。弟・兼家とは仲が悪い。
藤原修子（ふじわらのながこ）

藤原有序

藤原実頼（ふじわらのさねより）
左大臣。歌合の判者。
藤原顕忠（ふじわらのあきただ）

### 陰陽師・方士・巫女
賀茂忠行（かものただゆき）
陰陽寮に属する陰陽師。当時、陰陽師の第一人者と目されていた。安倍晴明を弟子にして、陰陽道を教え込んだ人物。晴明に陰陽師の才能を見出し、瓶の水をそのまま移すように、そのすべてを晴明に授けた。
智応（ちおう）
八条大路の西のはずれに住む評判の方士。賀茂忠輔の依頼で綾子の憑きもの落としをする途中に大けがを負う。
秦連茂（はたのつらしげ）
陰陽師。追儺にて祭文を読むはずだったが、急な病に倒れた。
安倍高子（あべのたかいこ）
東宮づきの巫女。才能があり、左近のたっての推挙で東宮の巫女になった。
智徳（ちとく）
播磨の法師。凄まじい口臭の持ち主。晴明に散々に打ち負かされる。
賀茂保憲（かものやすのり）
賀茂忠行の息子であり晴明の兄弟子。陰陽師としてそれなりの能力を持ち、地位にも恵まれるが晴明の多大な才能に内心嫉妬していた。
原作小説よりも登場は早い。よって原作版とでは性格がかなり異なる。
丹蟲（たんちゅう）
唐土より渡来した方士。管狐を使役する。
秦具膽（はたのともみ）

賀茂光栄（かものみつよし）

### 僧・行者
寛朝（かんちょう）
広沢の遍照寺の僧正。蹴り上げただけで盗人を仁和寺の門の棟にめり込ませるほどの怪力の持ち主。
寿水（じゅすい）
博雅の知人の坊主。かつて図書寮の役人をしていた。親の供養に般若経の写経をするため、桂川近辺の妙安寺に篭る。一日に十回、それを千日続けることを目指していたが、妖かしに悩まされるようになる。
玄徳（げんとく）
東寺の仏師。四天王像を彫るが、あることに悩み、晴明に相談する。
元真（がんしん）
菅原道真の曾孫。菅原文時の四男で後に僧都・安楽寺別当。
寛空（かんくう）
博雅の父である克明親王の従弟。寛朝の師。
浄蔵（じょうぞう）
父は三善清行。父から五条堀川の荒れ屋敷を受け継いだ。内裏の焼亡を予見する。

### 怨霊・式神・人ではないもの
菅原道真（すがわらのみちざね）
菅公。雷公。藤原時平の讒言により太宰府へ左遷され、無念のうちに悶死した。怨霊となり眷族を率いる。怨霊になった後も学問を敬う心は消えず、勉学を軽んじられると激高する。左遷されたことを強く根に持つ一方で、都住まいのことを思い出しては涙を流したりと表情豊かな頑固親父として描かれる。
藤原時平（ふじわらのときひら）
源博雅の母方の祖父。藤原忠平の兄。醍醐天皇の御代に道真と対立し、讒言により左遷させた。晴明が幼い頃、賀茂忠行と共に百鬼夜行に遭遇した際には、怨霊となった身が道真や眷族たちに引きずられていた。
桜の精
晴明の屋敷にいる桜の精。玄象が盗まれたことで博雅が晴明に相談しに来たとき、晴明が話をしていた。
文虫（ふみむし）
晴明の屋敷にいるヤブ蚊の精霊。
密虫（みつむし）
晴明の屋敷にいる藤の精霊。玄象の音を聴きに行く晴明たちを羅城門まで案内し、漢多太と蝉丸の琵琶で舞った。
漢多太（かんだた）
インド出身の琵琶職人の怨霊で玄象の製作者。元はインドの小国の王子であったが、隣国との戦のため故国を脱出。唐に渡り、空海の船で来日する。平城の都で琵琶職人となったが、百二十八年前に盗人に殺害された。成仏できず犬に憑いていた。玄象を盗むために忍び込んだ宮中で亡き妻・スーリヤそっくりの女官・玉草に惚れ、羅城門の楼上にて玄象を弾くことで妻を偲び自身を慰めていた。博雅の玄象の返還要請に交換条件として玉草との一夜の契りを望む。翌日、その玉草に不意打ちを受け、怒り心頭に発し鹿島貴次を殺害。さらには名前を名乗った博雅を呪で縛り動きを封ずるが、偽名を名乗っていた晴明は縛れず、腹を刺される。最後は晴明の言葉で玄象に憑くことになる。
くちなしの女
博雅の知人の僧、寿水が写していた般若心経の「如」という文字の口の部分が汚れて無くなってしまったため寿水の前に現れた口の無い女性の妖。寿水の元を訪れた晴明がそのことに気づき、新たに「口」を書いて汚れの上から糊付けしたので元通りになる。
祐姫（すけひめ）
藤原元方の娘。村上天皇の更衣で、第一皇子の広平親王を産み、権勢を誇るが、中宮・安子の産んだ憲平親王に東宮の座を奪われ、広平親王も死んでしまったため父元方と共に憤死する。このため、村上天皇（成明）、東宮（憲平親王）と安子を恨んでいる。
藤原元方（ふじわらのもとかた）
元民部卿。祐姫の父。生前、兼家や安子の父である藤原師輔と対立していた。孫の広平親王が、安子の子・憲平親王に東宮の座を奪われ、権力争いに敗れて憤死する。怨霊となり、祐姫と共に安子・東宮の一族を恨む。
龍胆（りんどう）
牛の無い牛車に乗った女の鬼。牛車の脇に、男形と女形の犬の怨霊を従えている。八条大路から七日間かけて内裏に向かうが、三条大路で祐姫に邪魔される。
広目天の邪鬼（こうもくてんのじゃき）
東寺の仏師・玄徳が彫っていた広目天像の邪鬼。もとは、上賀茂神社近くの峠に生えていた樹齢千数百年の檜であった。もともと繋がっていた木の切り株に戻ってきて悪さをはたらく。
黒川主（くろかわぬし）
カワウソの化身。家族を殺した漁師を恨むが、その家の娘に惚れてしまう。女童姿のカジカを憑代として連れている。
綾女（あやめ）
晴明が衝立の絵から具現化した精霊。
土精（どせい）
晴明と博雅が過去に行く時、現れた鯰のような顔をした妖。
比丘尼（びくに）
秦道満の娘で、食すと不老不死となる人魚の肉を食べた。およそ300年間生命を維持しており、空海によって尼になっている。
葉常
晴明の式神。
普賢、文殊（ふげん、もんじゅ）
智徳に仕える童子の式神。
白蛇
唐の国の蛟の精。百年に一度の出産のために、はるばる平安京に渡ってきた。
朱雀門の鬼(すざくもんのおに)
博雅が朱雀門にて笛を吹いていた際に現れた鬼。その正体はおそらく、平安中期の学者・紀長谷雄。朱雀門に現れては夜な夜な笛を吹いていたものの、自分に匹敵する笛の吹き手が現れないため、その魂は朱雀門で漂い続けていた。しかしある夜、博雅が朱雀門で笛を吹いていた際、彼の笛の音に感嘆し、自身の笛・葉二を渡し、成仏する。初登場時は、水干を身にまとった妖艶な美青年の姿をしているが、後に狩衣・烏帽子姿の秀麗な公達の姿に変わる。
壬生忠見（みぶのただみ）
天徳の歌合せで平兼盛の和歌に負けた。歌合せでの判定に納得がいかず、死亡後に怨霊となる。菅原道真が自らの仲間にしようとした。
罔象（みずは）
晴明の式神。
管狐（くだぎつね）
五条堀川の荒れ屋敷に住み着いている。丹蟲が使役していたが、晴明が騙し取り、自分のものにする。

### その他
蝉丸（せみまる）
盲目の老人。羅生門に現れる妖に会うため、晴明、博雅と共に羅生門に赴いた。琵琶の名手で、蝉丸の「流泉」「啄木」を聴くために、博雅は逢坂まで夜ごと三年も通い続けたほど。羅城門においては、漢多太が玄象にて奏でる異国のメロディに合わせ、琵琶でセッションした。
玉草（たまぐさ）
鹿島貴次の妹で宮仕えをしていた。色は白く、額にほくろがある。貴次の策略で霊気を込めた小刀で漢多太を討とうと試みるが失敗する。その後の生死は不明。（羅生門の天井裏で晴明に救出されたときは気を失っているだけであるが、後日、博雅が晴明宅で見た玉草は式神であった）
鹿島貴次（かしまのたかつぐ）
博雅によると二年前、宮中に出現した猫の妖物を射殺した腕前を持つ。自分の妹が妖怪と契ることは後世までの恥として玉草に不意打ちをさせるが失敗する。漢多太の額に矢を当てるが、首を切り裂かれ死亡する。
兵衛の内侍の親御
漢多太に盗まれた玄象が帰ってきたことに喜んだ主上が催した管絃の会にて、和琴との弾き合わせの際、玄象を弾き博雅よりも美しい音色を出した。容姿も、当時の価値観において、「男前」と評される。
赤毛の犬麻呂（あかげのいぬまろ）
盗賊。播磨国の西雲寺の僧侶であったが金欲しさに如来像を盗み出したのがはじまりとなり、盗賊となる。押し入った先では人を殺し、返り血を浴びてばかりいるため「赤毛の犬麻呂」と呼ばれている。油屋への押し入りに失敗し西京に逃げるために朱雀大路を駆け抜けていたところ、内裏に向かう龍胆の怨霊に遭遇し瘴気をあてられる。その後、西京極の辻を魂の抜けたような顔でうろついていたところを捕えられるが、その後死んでしまう。
菅原文時（すがわらのふみとき）
菅原道真の孫。、文章博士、大学頭、式部大輔を歴任した漢詩人。賀茂保胤の師でもあり、源博雅もかつて書や漢詩を教えてもらっていた。上賀茂の親子のもとへこっそり通っているが、その道中で邪鬼に遭遇する。
賀茂保胤（かものやすたね）（慶滋保胤（よししげのやすたね））
賀茂忠行の次男。家業である陰陽道を捨てて、菅原文時に弟子入りする。この際、姓を慶滋に改めた。
三善清行（みよしのきよつら）（善宰相）
菅原道真や藤原時平と同時代の文官。善宰相ともよばれる。五条堀川近くの古屋を購入する。真夜中になると次から次へと妖かしが出たが、平然と叱咤し、妖かしを追い出した。

賀茂忠輔（かものただすけ）
鵜匠。一度に二十羽以上の鵜をさばく腕前で、「千手の忠輔」とも呼ばれる。妻には先立たれており、娘夫婦も流行り病で亡くしてしまったため、孫娘の綾子と二人きりで住んでいる。
綾子（あやこ）
賀茂忠輔の孫娘。父母を流行り病で亡くし、忠輔と住んでいる。何かに憑かれ、子も宿す。
惟雅（これまさ）
大舎人一の大男。飛香舎（藤壺）にいた祐姫を追うが、返り討ちにあう。
憲之（のりゆき）
大舎人。惟雅の次に大きな大男。飛香舎から飛び出してきた祐姫を追うが、返り討ちにあう。
有忠（ありただ）
大舎人。追儺で方相氏をつとめることになっていたが、突然の腹痛のため辞退する。
実信（さねのぶ）
大舎人。方相氏をつとめられるほどの大丈夫だが、高熱を出している。
安成（やすなり）
大舎人。方相氏をつとめられるほどの大丈夫だが、三日前から出仕していない。
左衛門督（さえもんのかみ）
方相氏の人選に頭を悩ませる。作中に姓名はでてこない。
左近（さこん）
東宮の乳母。
藤原貞敏（ふじわらのさだとし）
平安時代前期の人物で、琵琶の祖と言われる。玄象を師匠の廉承武に譲られる。
源信（みなもとのまこと）
貞観の時代の左大臣。管絃も得意。「北辺の大臣（ほっぺんのおとど）」とも呼ばれていて、その屋敷は一条の晴明屋敷の西向いにあった。
伴善男（とものよしお）
貞観の時代の大納言。神話の時代から天皇に仕えた由緒正しい一族で、源信ら源氏の三兄弟と激しく対立していた。応天門に放火した大逆の罪をきせられ隠岐国へ流罪となる（応天門の変）。
伴中庸（とものなかつね）
貞観の時代の右衛門佐（うえもんのすけ）。伴善男の息子。父と共に、大逆の罪により隠岐国へ流罪となる。
生江恒山（いくえのつねやま）
貞観の時代の人物。伴中庸の僕従。主の政敵・源信に仕えている小竹に接近する。
小竹（ささ）
貞観の時代の人物。大宅鷹取の娘。源信の家に乳母として仕えていた。伴善男らの呪詛を目撃し殺されるが、呪物の蟇蛙に念がとり憑いていた。
大宅鷹取（おおやけのたかとり）
貞観の時代の人物。小竹の父。
平重広（たいらのしげひろ）
晴明が幼い時分、賀茂忠行が比丘尼の禍蛇を祓う際に力を貸す。
頼正（よりまさ）
兼家に仕える家司。
弁の君（べんのきみ）

俊宏（としひろ）
博雅に甲斐甲斐しく仕える家司。いたらない博雅に毎度愚痴をこぼしながらも、あれこれと世話を焼く。
石見（いわみ）

在原業平（ありわらのなりひら）

致行（むねゆき）
兼通に仕える家司。
時方（ときかた）
致行の指示で晴明の屋敷に脅しの矢文を射ち込む。
近江（おうみ）

小萩（こはぎ）
高明に仕える女。高明の子を身籠り、屋敷に起こる怪異の原因となる。
源高明（みなもとのたかあきら）
父は醍醐天皇。母は藤原周子。博雅の叔父にあたる。大納言。政権中枢を占める藤原北家との関係に苦慮する。
千晴（ちはる）
藤原秀郷の子、作中では氏は省かれているが藤原千晴のこと。
重信（しげのぶ）
作中では氏は省かれているが源重信のこと。
宇多源氏。宇多天皇の皇孫。敦実親王の五男で、母は藤原時平女。
福麿（ふくまろ）
則光に仕える童子。
橘則光（たちばなののりみつ）
大宮大路で賊に襲われるが、返り討ちにする。
小野清麻呂（おののきよまろ）

太経（ふとつね）

忠正（ただまさ）

景直（かげなお）

源延光（みなもとののぶみつ）
女房内裏の歌合における左方の講師。
源修（みなもとのおさむ）

綸子（いとこ）
博雅の妻。
廣島（ひろしま）

玉手則近（たまでののりちか）
大和の下級楽師。保憲と晴明に舞を教える。
玉手清延（たまでのきよのぶ）
則近の息子。
朝成（あさひら）
藤原定方の六男、作中では氏は省かれているが藤原朝成のこと。
朝忠（あさただ）
藤原定方の五男、作中では氏は省かれているが藤原朝忠のこと。
良岑遠年（よしみねのとおとし）

## 作中用語

### 道具・物
玄象（げんじょう）
唐から伝来した稀代の名器と呼ばれる琵琶。唐の琵琶博士・廉承武（れんしょうぶ）が弟子の藤原貞敏に給えた。作者である漢多太の霊によって盗まれ、羅城門の楼上にて奏でられる。その幽玄な音色は内裏にまで響く。内裏に戻されてからは、奏者の腕前が拙いと腹を立てて鳴らなかったり、火災の際には自然と庭に避難していたりと「生きたる者の様にぞ有る」と語り伝えられた。
葉二（はふたつ）
博雅が自分の笛と交換で謎の少年（朱雀門の鬼）から受け取った笛。
直刀（すぐは）の霊剣
唐の道教の呪の施された霊剣。作中に明言はないが、七星剣と考えられる。七月の庚申の日に造られて、渡来してきた。三十四柄ほどあり、そのなかには「破敵」や「守護」という特別な霊験も含まれている。内裏の温明殿（うんめいでん）に保管されていたが、晴明が白比丘尼の禍蛇祓いのため、博雅を通じて手に入れた。
振り鼓（ふりつづみ）

桃の弓・葦の矢

### 場所

#### 寺社
広沢 遍照寺
寛朝僧正のいる寺。力を疑う者たちの求めに応じて、晴明が蛙をつぶして見せた。
播磨国（はりまのくに）／西雲寺（さいうんじ）
かつて赤毛の犬麻呂が僧侶をしていた寺。
比叡山延暦寺
最澄により開かれた天台宗の寺院。内裏の東北にあり鬼門を封じている。
貴船神社
内裏の北にあり、守護している。
鞍馬寺
内裏の北にあり、守護している。
東寺
平安京の守護のため、羅城門の東に建立された。後に空海に下賜される。博雅は、東寺に主上の般若経を納めに行くところ龍胆の文を受け取った。仏師として玄徳が所属している。
高野山の天野の社
高野山の中腹にある、神社。祭神は水銀（みずがね）の神である丹生都比売の命。白比丘尼が晴明を呼び寄せた。
赤山禪院
比叡山延暦寺の別院の一つで、比叡に次ぐ内裏の鬼門封じの院。祭神は冥府を統べる道教の神で、陰陽道とも関わりが深い。晴明と比丘尼が二度目に会った。

#### 平安京
羅城門
平安京の南端にある門。周囲はさびれ、橋も朽ちかけている。「死人を喰らう老婆が出る」などと噂がたち、楼上は屍だらけである。漢多太が潜み、玄象を奏でていた。弘仁七年（816年）に大風により一度倒壊している。自然のパワーをせき止める強力な呪がかかっているため、追儺により都中を追い回された鬼たちは羅城門を通り抜けることができず、その楼上に溜まってしまう。
朱雀門
朱雀大路に面する大内裏の南門。晴明と博雅は朱雀門の前で龍胆を待ち構えた。昔は大伴門とも呼ばれており、大伴一族が守衛していた。楼上で大伴家持の霊が詩を吟じていることがある。
応天門
朝堂院の門。大内裏の朱雀門を入った正面にある。貞観の時代に放火によって炎上する。
一条戻り橋
晴明の家に向かう途中にある橋。晴明が橋の下で式神を飼っているという噂がある。一条戻り橋でなにかをつぶやくと、晴明の耳に入るので、式神が告げ口しているのではとも勘ぐられている。

### 呪法・呪
九字の呪法
悪鬼や妖怪をはらう呪文として使われるが、その本質は「ここではない別の層」へ行く（人間の層から鬼の層へ、など）ための呪文である。賀茂忠行が幼いころの晴明と共に百鬼夜行に遭遇したとき、九字の呪を使って一行を異層へと移し、鬼たちから隠れた。縦5マス、横4マスで構成される長岡京や平安京の大内裏も四縦五横となり九字の呪法が施されている。
名
ものの根本的な有り様を縛るもの。博雅は不用意に本名を明かし返事をするため、怨霊などに「博雅 動くな」と呪をかけられ、動きを止められてしまう。
四神相応の呪
都の四方を聖獣に守護させるための呪。四神相応に相応しい地勢を選び、そこに都をつくることで聖獣に都が護られる。平安京も四神相応の地に建てられた。
三種の祓（みくさのはらえ）
晴明が三条大路で、菅公・祐姫・龍胆と遭遇した際、三鬼を祓うために用いた。
反閇（へんばい）
晴明が三条大路で、菅公・祐姫・龍胆と遭遇した際、三鬼を祓うために用いた。
鏡魔法（きょうまほう）
主に女が操る呪法。
追儺（ついな）
「鬼やらい」とも呼ばれ、大晦日に行われる禁中の鬼をはらう儀式。
方違え（かたたがえ）

## 書誌情報

### 漫画
- 夢枕獏（原作） / 岡野玲子（作画） 『陰陽師』 白泉社〈JETS COMICS〉、全13巻
  1. 騰虵 1999年7月12日発売、ISBN 4-592-13211-4
  2. 朱雀 1999年7月12日発売、ISBN 4-592-13212-2
  3. 六合 1999年7月12日発売、ISBN 4-592-13213-0
  4. 勾陣 1999年8月27日発売、ISBN 4-592-13214-9
  5. 青龍 1999年8月27日発売、ISBN 4-592-13215-7
  6. 貴人 1999年8月27日発売、ISBN 4-592-13216-5
  7. 天后 1999年9月29日発売、ISBN 4-592-13217-3
  8. 大陰 1999年9月29日発売、ISBN 4-592-13218-1
  9. 玄武 2000年2月29日発売、ISBN 4-592-13219-X
  10. 大裳 2001年6月14日発売、ISBN 4-592-13220-3
  11. 白虎 2002年11月29日発売、ISBN 4-592-13221-1
  12. 天空 2005年7月29日発売、ISBN 4-592-13222-X
  13. 太陽 2005年9月29日発売、ISBN 4-592-13233-5

### 画集
- 『画集 陰陽師』（白泉社、2002年3月10日初版発行）ISBN 4-592-73190-5

## Webアニメ
『陰陽師』は、夢枕獏による同名の小説・「陰陽師」を原作とした日本のWebアニメーション作品。2023年11月28日よりNetflixから配信が開始された。

### キャスト
- 安倍晴明 - 浪川大輔
- 露子姫 - 石川由依
- 源博雅 - 浅沼晋太郎
- 蘆屋道満 - 佐藤利奈
- 賀茂保憲 - 岸尾だいすけ
- 敦美親王 - 浜田賢二[4]